# 中川虎大
中川 虎大（なかがわ こお、1999年10月2日 - ）は、和歌山県和歌山市出身のプロ野球選手（投手）。右投右打。横浜DeNAベイスターズ所属。

## 経歴

### プロ入り前
5歳から「野崎少年野球」で軟式野球を始め、和歌山市立貴志南小学校時代には、捕手として貴志南野球団でプレー。小学6年時には、スポーツ少年団の全国大会で準優勝を経験した。
和歌山市立貴志中学校への進学後は和歌山シニアへ入団したが、1年時に右肘を痛めた。手術を経て復帰した後は「4番・三塁手」としてレギュラーに定着していたが、2年時の冬に「遊びたくなった」という理由で退団し、一時は野球と距離を置いていた。しかし、3年時の7月に、全国高等学校野球選手権和歌山大会の決勝（智弁和歌山高校対和歌山市立和歌山高等学校）を観戦し、同試合で市立和歌山が延長12回の末にサヨナラ勝利で全国大会出場を決めたシーンに遭遇したことから、野球熱が再燃したという。
実母の従兄弟に和歌山県立箕島高等学校OBの木村竹志（「石井毅」として在学中の1979年にエースとして甲子園球場の全国大会で春夏連覇を達成）がいる縁で、3年時の秋から木村が理事長を務めるNPO法人の野球教室に参加。中学卒業後は同校へ進学した。入学の直後に自身の希望で投手に転向すると、2年時の秋から主将を務めるとともに、エースの座を確保。さらに、2年時のトレーニングによってストレートの球速が短期間で149km/hにまで達し、NPB球団のスカウトから注目されるようになった。しかし、投球の安定感に課題があったことから、3年夏の選手権和歌山大会には背番号10の救援投手として登板。在学中には全国大会と無縁であったが、3年時の秋には、プロ志望届を日本学生野球協会に提出した。
2017年10月26日に行われたドラフト会議で、横浜DeNAベイスターズから育成ドラフト1位で指名を受け、支度金300万円、年俸360万円（金額は推定）という条件で、育成選手として入団した。背番号は104。

### DeNA時代

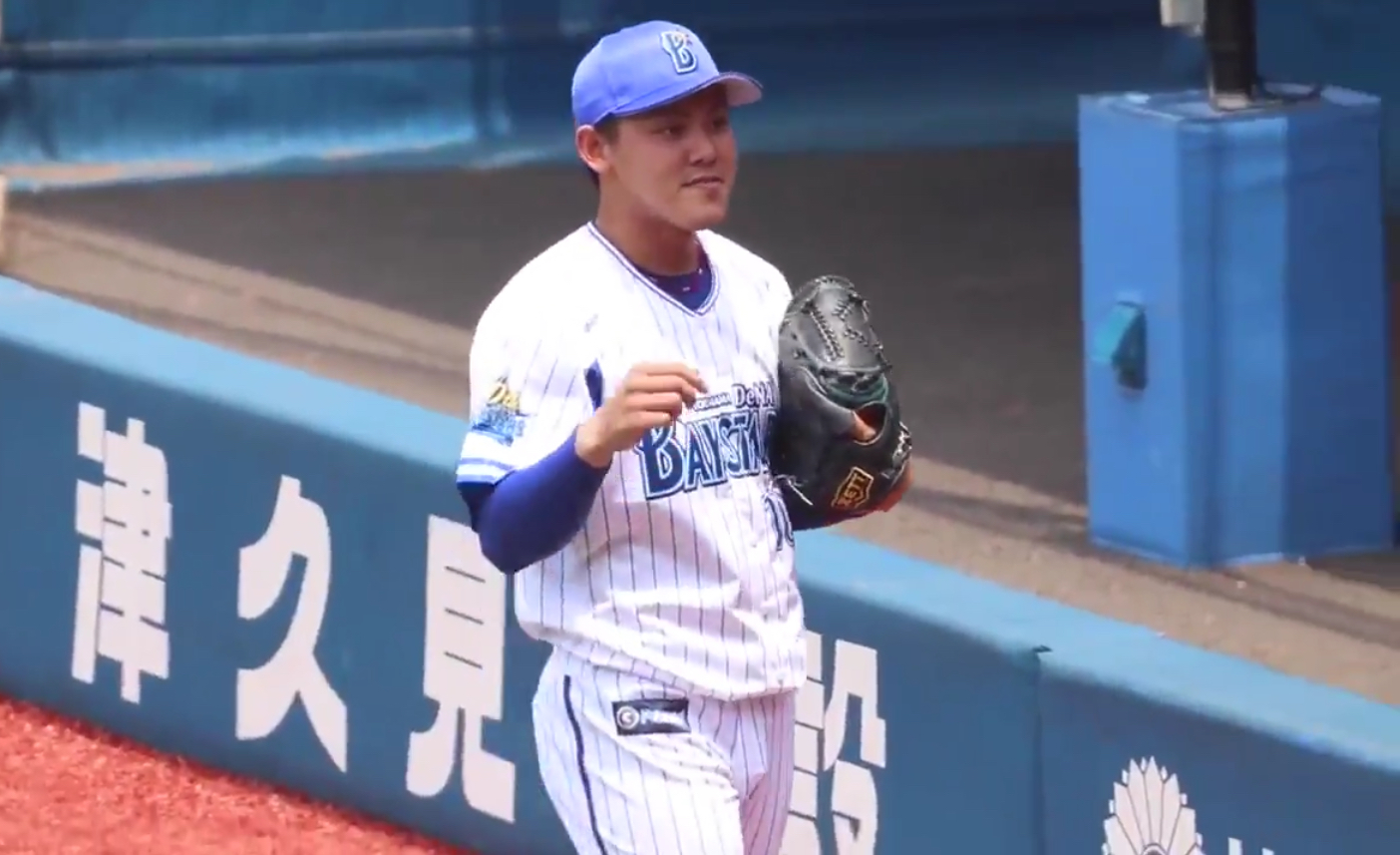
2019年7月15日横浜スタジアムにて

2018年は、イースタン・リーグ公式戦17試合に登板。5勝5敗、防御率5.00という成績を残した。
2019年は、イースタン・リーグの開幕から、二軍の先発ローテーションに定着。前半戦は13試合に登板し、リーグトップの8勝（3敗）、防御率2.00という好成績を残した。7月11日のフレッシュオールスターゲーム（楽天生命パーク宮城）にも、同リーグ選抜チームの2番手投手として2回表から登板。2イニングを投げて2点を失いながらも、2三振を奪った。7月14日には、支配下選手契約へ移行し、背番号を93に変更することが発表された。7月28日の対中日ドラゴンズ戦（ナゴヤドーム）で、先発投手として一軍公式戦デビューを果たした。一軍公式戦全体では3試合の登板（1試合に先発）で0勝1敗だったが、イースタン・リーグ公式戦では規定投球回に到達し、リーグ唯一の2桁勝利（11勝）とリーグトップの防御率（2.25）を記録した。
2020年は、開幕前の練習試合では一軍に帯同したが、巨人戦で2回を2失点、四死球5など制球難から開幕ローテ争いから外れるも、二軍での好投が認められ7月4日のヤクルト戦で初先発を果たしたが、3回4失点で降板した。同16日の中日戦では、わずか1回1失点で降板し、二軍降格となった。降格した二軍戦で負傷交代し戦線を離れるも、9月に復帰し、11月に再び一軍に昇格。同4日の中日戦で二番手として登板し、2回無失点に抑え、さらにプロ初安打を放つなどの活躍を残した。シーズンオフには20万円増の年俸470万円でサインした。
2021年は、開幕二軍スタートとなったが、怪我や不調など先発不足なチーム事情のため4月後半に一軍昇格を果たした。6月2日のソフトバンク戦では、自身最長の6回を投げ1失点と好投するも勝ちがつかなかった。最終的には7試合の登板（5試合に先発）で白星を掴むことができず、後半戦は一軍出場がなかった。シーズンオフには190万円増の推定年俸660万円で契約を更改した。また、背番号が64に変更されることが発表された。
2022年は、開幕は二軍で迎え、交流戦期間中の6月9日に一軍昇格となり、中継ぎとして待機していたが登板機会がないまま登録抹消となる。8月1日に開催された大学・社会人選抜 対 U-23 NPB選抜にて、U-23 NPB選抜のメンバーに選出、2点リードの9回に登板し、3人で締めセーブを記録する。その後、一軍昇格し8月14日のヤクルト戦がシーズン初登板となり2回を無失点に抑える。その後もビハインドの場面で中継ぎとして好投を続けたが、9月23日、チームが2位に位置した中での首位ヤクルトとの直接対決で、7点リードの9回を任されると、ホセ・オスナから3点本塁打を打たれて1イニング持たずに降板し、登録抹消されシーズンを終えた。イースタン・リーグ公式戦では32試合に登板し、2勝1敗8セーブ、防御率2.86という成績だった。シーズン終了後の10月31日、横浜市内の病院にて右肘クリーニング手術を行ったことを発表した。
2023年は、6月5日に一軍へシーズン初登録され、4試合に登板した後6月29日に登録を抹消された。シーズン終盤の9月1日に再び一軍へ登録されて以降は最後までチームに帯同し続け、最終的に9試合の登板で防御率2.53の成績を収めた。シーズン終了後の11月14日、高校1年時から8年間交際を続けていた女性と前年9月に婚姻届を提出していたことを発表した。
2024年は、4月26日に一軍へ同年初登録された。6月1日の北海道日本ハムファイターズとの交流戦、同点の8回に4番手で登板して三者凡退に抑えると、次の回でチームが勝ち越したため、プロ初勝利を記録した。一時は勝ちパターンを任されるなど、自己最多の31試合に登板して、1勝3敗10ホールド、防御率3.19を記録していたが、8月12日の広島東洋カープ戦での登板で1回2失点で降板後に右肘の違和感を訴え、翌8月13日に登録抹消となった。8月27日には右肘のクリーニング手術を受けたことが発表された。11月29日、760万円増となる推定年俸1520万円で契約を更改した。

## 選手としての特徴

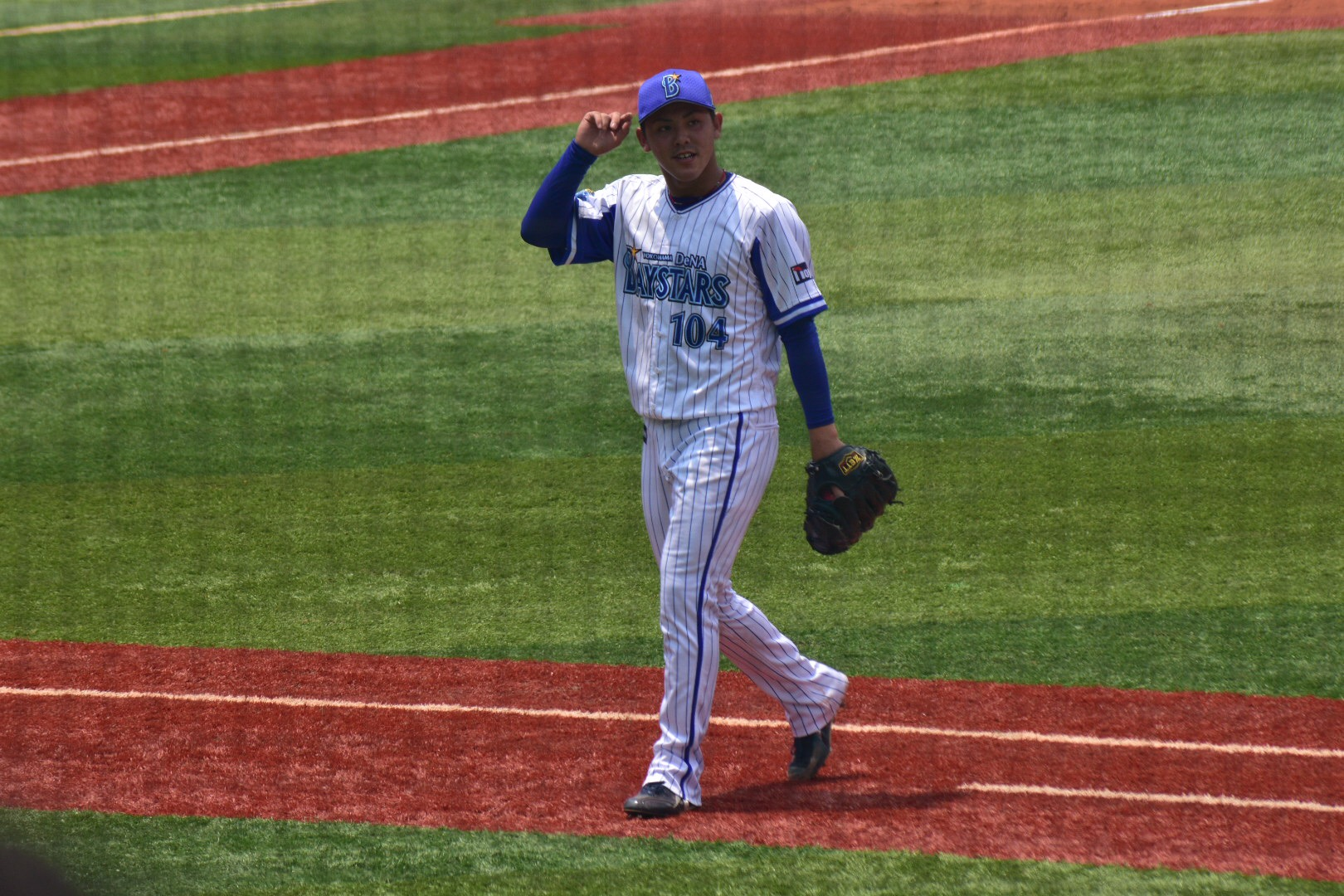
2019年6月21日横浜スタジアムにて

最速157km/hのストレートと3種のフォークが武器。その他にスライダー、カットボール、ナックルカーブなどの変化球を投げ分ける。

## 人物
虎大と書いて「こお」と読む名前は、工藤公康のファンであった実母が「公康」の「公（こう）」を名前の読みに入れ、阪神タイガースのファンである実父が、阪神のチーム名をモチーフにした「虎」の字を入れたが、姓名判断で「う」と読ませる（運勢の）良い漢字が見当たらなかったため、読み方は「こお」とした。
4歳下の実弟である大雅も母校である箕島高校に進学しており、最速143km/hの左腕投手。3年生のときの2021年には「プロ注目」とも報じられたが、「（プロは）現状では無理なので、大学で力をつけて目指す」と、関西国際大学に進学している。

## 詳細情報

### 年度別投手成績
| 年 度     | 球 団     | 登 板 | 先 発 | 完 投 | 完 封 | 無 四 球 | 勝 利 | 敗 戦 | セ 丨 ブ | ホ 丨 ル ド | 勝 率 | 打 者 | 投 球 回 | 被 安 打 | 被 本 塁 打 | 与 四 球 | 敬 遠 | 与 死 球 | 奪 三 振 | 暴 投 | ボ 丨 ク | 失 点 | 自 責 点 | 防 御 率 | W H I P |
| --------- | --------- | ----- | ----- | ----- | ----- | -------- | ----- | ----- | -------- | ----------- | ----- | ----- | -------- | -------- | ----------- | -------- | ----- | -------- | -------- | ----- | -------- | ----- | -------- | -------- | ------- |
| 2019      | DeNA      | 3     | 1     | 0     | 0     | 0        | 0     | 1     | 0        | 0           | .000  | 25    | 5.0      | 7        | 2           | 3        | 0     | 0        | 3        | 0     | 0        | 3     | 3        | 5.40     | 2.00    |
| 2020      | DeNA      | 3     | 2     | 0     | 0     | 0        | 0     | 1     | 0        | 0           | .000  | 27    | 6.1      | 6        | 2           | 4        | 0     | 0        | 3        | 0     | 0        | 5     | 5        | 7.11     | 1.58    |
| 2021      | DeNA      | 7     | 5     | 0     | 0     | 0        | 0     | 1     | 0        | 0           | .000  | 122   | 26.1     | 32       | 3           | 15       | 0     | 0        | 24       | 1     | 0        | 22    | 19       | 6.49     | 1.78    |
| 2022      | DeNA      | 8     | 0     | 0     | 0     | 0        | 0     | 0     | 0        | 0           | ----  | 46    | 10.1     | 8        | 1           | 7        | 0     | 1        | 11       | 0     | 0        | 5     | 5        | 4.35     | 1.45    |
| 2023      | DeNA      | 9     | 0     | 0     | 0     | 0        | 0     | 1     | 0        | 0           | .000  | 41    | 10.2     | 9        | 2           | 3        | 0     | 0        | 10       | 0     | 0        | 3     | 3        | 2.53     | 1.13    |
| 2024      | DeNA      | 31    | 0     | 0     | 0     | 0        | 1     | 3     | 0        | 10          | .250  | 134   | 31.0     | 29       | 2           | 10       | 2     | 1        | 30       | 2     | 0        | 11    | 11       | 3.19     | 1.26    |
| 通算：6年 | 通算：6年 | 61    | 8     | 0     | 0     | 0        | 1     | 7     | 0        | 10          | .125  | 395   | 89.2     | 91       | 12          | 42       | 2     | 2        | 81       | 3     | 0        | 49    | 46       | 4.62     | 1.48    |

- 2024年度シーズン終了時

### 年度別守備成績
| 年 度 | 球 団 | 投手  | 投手  | 投手  | 投手  | 投手  | 投手     |
| 年 度 | 球 団 | 試 合 | 刺 殺 | 補 殺 | 失 策 | 併 殺 | 守 備 率 |
| ----- | ----- | ----- | ----- | ----- | ----- | ----- | -------- |
| 2019  | DeNA  | 3     | 1     | 2     | 0     | 0     | 1.000    |
| 2020  | DeNA  | 3     | 0     | 1     | 0     | 0     | 1.000    |
| 2021  | DeNA  | 7     | 1     | 1     | 0     | 0     | 1.000    |
| 2022  | DeNA  | 8     | 1     | 2     | 0     | 0     | 1.000    |
| 2023  | DeNA  | 9     | 1     | 1     | 0     | 0     | 1.000    |
| 2024  | DeNA  | 31    | 3     | 6     | 0     | 0     | 1.000    |
| 通算  | 通算  | 61    | 7     | 13    | 0     | 0     | 1.000    |

- 2024年度シーズン終了時

### 記録
初記録
投手記録
- 初登板・初先発登板：2019年7月28日、対中日ドラゴンズ16回戦（ナゴヤドーム）、2回1失点で敗戦投手
- 初奪三振：同上、1回裏に阿部寿樹から空振り三振
- 初ホールド：2024年5月25日、対広島東洋カープ10回戦（横浜スタジアム）、5回表二死に2番手で救援登板、1/3を無失点
- 初勝利：2024年6月1日、対北海道日本ハムファイターズ2回戦（エスコンフィールドHOKKAIDO）、8回裏に4番手で救援登板、1回無失点

打撃記録
- 初打席：2019年7月28日、対中日ドラゴンズ16回戦（ナゴヤドーム）、3回表に笠原祥太郎から見逃し三振
- 初安打：2020年11月4日、対中日ドラゴンズ23回戦（ナゴヤドーム）、6回表に勝野昌慶から右越二塁打
- 初打点：2021年6月22日、対読売ジャイアンツ9回戦（石川県立野球場）、2回表にエンジェル・サンチェスから左前適時打

### 背番号
- 104（2018年 - 2019年7月15日[40]）
- 93（2019年7月16日[40] - 2021年）
- 64（2022年 - ）

### 登場曲
- 「ジコチューで行こう!」乃木坂46（2019年）
- 「青春の馬」日向坂46（2020年 - 2021年）
- 「シンクロニシティ」乃木坂46（2022年 - ）